# Asuna Tanaka
Asuna Tanaka (født 23. april 1988) er en japansk fodboldspiller. Hun har tidligere spillet for Japans kvindefodboldlandshold.

## Japans fodboldlandshold
| Japans landshold | Japans landshold | Japans landshold |
| År               | Kmp              | Mål              |
| ---------------- | ---------------- | ---------------- |
| 2011             | 6                | 2                |
| 2012             | 13               | 1                |
| 2013             | 9                | 0                |
| 2014             | 2                | 0                |
| 2015             | 6                | 0                |
| 2016             | 3                | 0                |
| Total            | 39               | 3                |